# Mark Doty
Mark Doty (Maryville, 10 agosto 1953) è un poeta statunitense.

## Biografia
Figlio di Lawrence e Ruth Doty, Mark Doty è nato a Maryville e ha conseguito la laurea triennale alla Drake University e la magistrale al Goddard College.
Nel 1987 ha pubblicato la sua prima raccolta poetica, Turtle, Swan, seguita quattro anni più tardi da Bethlehem in Broad Daylight. In questo periodo la poesia di Doty affrontava numerose tematiche legate alla crisi dell'AIDS con componimenti sia di carattere elegiaco ed introspettivo, che con poesie di denuncia sociale contro l'omofobia imperante e l'incapacità dell'amministrazione Raegan di fronteggiare l'epidemia. 
Dopo che anche il compagno Wally Roberts contrasse l'HIV nel 1989, Doty ha scritto la sua opera più celebre, My Alexandria, una riflessione poetica incentrata sui temi della perdita, della mortalità e del lutto. L'opera è valsa a Doty il National Book Critics Circle Award e il T.S. Eliot Prize, diventando così il primo scrittore statunitense a vincere il più importante riconoscimento poetico britannico.
Nei vent'anni successivi Doty ha pubblicato un'altra decine di raccolte di poesie, tra cui Altantis (1995), School of the Arts (2005) e Fire to Fire (2008), che gli è valso il National Book Award per la poesia. È inoltre l'autore di quattro libri di memorie: Heaven's Coast (1996), Firebird: A Memoirs (1999), Dog Years (2007) e What is the Grass: Walt Whitman in My Life (2020).
All'attività poetica Doty ha affiancato anche quella accademica e ha insegnato poesia e scrittura creativa in diversi atenei statunitensi, tra cui Princeton, l'Università dell'Iowa, la Columbia, l'Università Cornell e la New York University. È stato inoltre giudice di importante premi letterari, tra cui il Griffin Poetry Prize nel 2013.
È stato sposato con lo scrittore Paul Lisicky dal 2008 al 2013 e, dopo il divorzio, si è risposato con Alexander Hadel nel 2015.

## Opere (parziale)

### Poesia
- Turtle, swan, David R. Godine, 1987
- Bethlehem in Broad Daylight, David R. Godine, 1991
- My Alexandria: Poems, University of Illinois Press, 1993
- Atlantis, Harper Collins, 1995
- Sweet Machine, Harper Flamingo, 1998
- Murano: Poem, Getty Publications, 2000
- Source, Harper Collins, 2001
- Fire to Fire: New and Selected Poems, Harper Collins, 2008
- Theories and Apparitions, Jonathan Cape, 2008
- Paragon Park, David R. Godine, 2012
- A Swarm, A Flock, A Host. Prestel, 2013
- Deep Lane: Poems, W. W. Norton & Company, 2015

### Autobiografie
- Heaven's Coast, Harper Collins, 1996. ISBN 9780060172107
- Firebird: A Memoir, Harper Collins,1999. ISBN 9780060193744
- Dog Years, Harper Collins. 2007. ISBN 9780061171000
- What is the Grass: Walt Whitman in My Life, W. W. Norton & Company, 2020. ISBN 978-0-393-54141-0